# Getta
Getta là một chi bướm đêm thuộc họ Notodontidae. Chi này gồm các loài sau:
- Getta baetifica (Druce, 1898)
- Getta ennia Druce, 1899
- Getta niveifascia Walker, 1864
- Getta tica J.S. Miller, 2009
- Getta turrenti J.S. Miller, 2009
- Getta unicolor (Hering, 1925)